# Southminster
Southminster est une ville et une circonscription électorale sur la péninsule de Dengie, dans le district de Maldon, le comté d' Essex et la région d'Angleterre de l'Est. La localité se trouve à environ 5 km au nord de Burnham-on-Crouch et 15 km au sud-est de  Maldon , environ 84 km à l'est-nord-est de Londres. Au nord se trouve la Rivière Blackwater, avec son estuaire, qui est depuis l'époque romaine la porte d'entrée pour le commerce dans la région.

## Histoire
Southminster est au centre de la Dengie, péninsule qui formait autrefois une hundred du même nom.
Un grand marché aux chevaux se tenait autrefois chaque année dans la ville.
Les marais de Southminster étaient un lieu apprécié pour les courses de lévriers à l'époque victorienne.
Le bois de Pandole contient des terrassements antiques qui dateraient de l'Âge du fer. 
Le paysage entourant la ville, et ailleurs sur la péninsule, est caractérisé par un modèle de limites de champs strictement rectangulaires, avec la preuve qu'une unité de mesure a été appliquée au système foncier dans son ensemble. Les administrations saxonnes sont probablement à son origine, bien que la route menant au fort romain de Saxon Shore, Othona à Bradwell-on-Sea soit tracée conformément au système.

## L'église Saint-Léonard
L'église médiévale Saint-Léonard date principalement du XVe siècle, bien qu'il y ait des traces de travaux beaucoup plus anciens. C'est une église relativement grande et « citadine » selon les normes d'Essex. 
Par ailleurs, l'église se trouve à un carrefour routier important, contrastant avec le modèle courant de l'Essex d'une église et d'un manoir sur le même site. Ces caractéristiques sont cohérentes avec la proposition de John Blair d'un monastère Anglo-Saxon, contrairement à un oratoire privé dans ses origines. 
Le nom de lieu suggérerait une origine comparable à la mission de Cedd, la chapelle de St Peter-on-the-Wall, près de Bradwell (au nord).
Plusieurs ecclésiastiques bien connus sont associés à l'église dont le naturaliste Walter Henry Hill, curé de 1832 à 1839, et Alexander John Scott, recteur de 1805 à 1840 mais ancien aumônier personnel de Nelson. Après la Bataille de Trafalgar, Nelson est mort dans les bras de Scott et plusieurs artefacts ayant appartenu à Scott ont été retrouvés dans l'église.
L'église donne également son nom à l'équipe locale de football de la ville, Southminster St. Leonards F.C.
Un bâtiment en brique de l'Église réformée unie se trouve sur North Street.

## Services
La ville héberge une école maternelle, une école primaire, une petite bibliothèque, une poignée de pubs, une piscine, une brasserie, une cidrerie et un parc de vacances.

## Transports
Southminster Railway Station, le terminus de Crouch Valley line, une voie unique, a été électrifiée dans les années 1980 ; elle dessert Wickford et la gare de Liverpool Street à Londres.

## Dans la littérature
Southminster est le nom donné à la ville-cathédrale fictive présentée dans la nouvelle « An Episode of Cathedral History » de M.R. James, publiée dans « A Thin Ghost and Others », son troisième recueil de « Ghost Stories » publié en 1919.

## Localisation
Paroisses adjacentes à la paroisse de Southminster :
Steeple 

Asheldham 

Dengie

Burnham-on-Crouch (Mer du Nord)

Mayland 

Althorne